# Hydraulische Weiche
Eine hydraulische Weiche wird überwiegend in Heizungsanlagen eingesetzt, um den Heizkreis (bzw. Kreislauf Wärmeerzeuger oder Kreislauf Kälteerzeuger) und den Verbraucherkreislauf hydraulisch voneinander zu entkoppeln. Sobald im Verbraucherkreis andere Volumenströme realisiert werden müssen, als dies der Kesselkreislauf erfordert, empfiehlt es sich in den jeweiligen Kreisläufen eigene Pumpen vorzusehen. Damit diese Pumpen mit ihren unterschiedlichen Druck- und Volumenstromparametern sich nicht gegenseitig beeinflussen, ist der Einsatz einer hydraulischen Weiche notwendig.
Wenn Heiz- und Verbraucherkreis nicht entkoppelt sind, können folgende Probleme auftreten:
- Heizungspumpen können bei bestimmten Betriebsverhältnissen in einem ungünstigen Bereich ihres Kennfeldes betrieben werden. Dies hat einen höheren Stromverbrauch, Geräuschbildung, Einsetzen von Kavitation und geringere Lebensdauer zur Folge.

- Eine individuelle Temperaturregelung der Verbraucherkreise ist schwierig, da die Drücke in den Vor- und Rücklaufsammlern stärkeren Schwankungen unterliegen.

## Aufbau und Funktion
Eine hydraulische Weiche ist im einfachsten Fall eine Rohrleitung zwischen dem Heizkreis und dem Verbraucherkreis (bzw. den Verbraucherkreisen), welche die Vorläufe und Rückläufe beider Systeme mit geringem Strömungswiderstand miteinander verbindet, also kurzschließt. Direkt an der Weiche sind alle Differenzdrücke zwischen Vor- und Rückläufen näherungsweise Null (hydraulischer Nullpunkt).
Praktisch wird dies durch eine senkrecht angeordnete Rohrleitung mit großem Innendurchmesser realisiert. Die in ihr auftretenden Volumenstromdichte (Fließgeschwindigkeit) ist relativ klein. In der Weiche bildet sich demnach eine Temperaturschichtung aufgrund des Dichteunterschiedes von warmer und kalter Flüssigkeit. Im oberen Bereich befindet sich das warme Vorlaufwasser und im unteren Bereich das kältere Rücklaufwasser. 
Die umgewälzten Volumenströme im Heiz- und Verbraucherkreis sind abhängig vom jeweiligen Betriebszustand und somit in der Regel unterschiedlich. Dies hat zur Folge, dass sich Anteile des Vorlauf- und Rücklaufwassers in der Weiche mischen. Wenn der momentane Volumenstrom der Umwälzpumpen im Heizkreis größer ist, dann wird dem Rücklaufwasser aus dem Verbraucherkreis ein Anteil des warmen Vorlaufs des Heizkreises beigemischt. Wenn hingegen in den Verbraucherkreisen ein größerer Volumenstrom umgewälzt wird, dann wird die Vorlauftemperatur zu den Verbrauchern durch Beimischen des kälteren Rücklaufwassers gesenkt (vgl. Richmannsche Mischungsregel).
Um unabhängig von den Einzelvolumenströmen eine vorgegebene Vorlauftemperatur halten zu können, werden die Volumenströme der Heizkreispumpen so geregelt, dass die Durchmischung in der hydraulischen Weiche so gering wie möglich gehalten wird. In der Folge passt sich die Leistung der Wärmeerzeuger an. Dies ist besonders beim Einsatz einer hydraulischen Weiche in Verbindung mit einem Brennwertkessel von Bedeutung, da dort eine niedrige Rücklauftemperatur im Kesselkreis die Voraussetzung für die effiziente Nutzung der Wärme der Verbrennungsgase ist.
Da sich die Dichte des Wassers je nach Temperaturniveau in der Anlage ändert, ist das Volumen in der Weiche für die Dimensionierung von Druckhaltesystemen (z. B. Membranausdehnungsgefäßen) mit zu berücksichtigen.

## Verteilerweiche
Eine Kombination aus Verteilung und hydraulischer Weiche stellt die Verteilerweiche dar.
Diese bietet individuelle Zu- und Abgänge zu den in der Weiche entstehenden Temperaturschichten, sodass Wärmeerzeuger und -verbraucher in passende Temperaturschichten einspeisen bzw. aus ihnen entnehmen können.